# Hermann Nebel

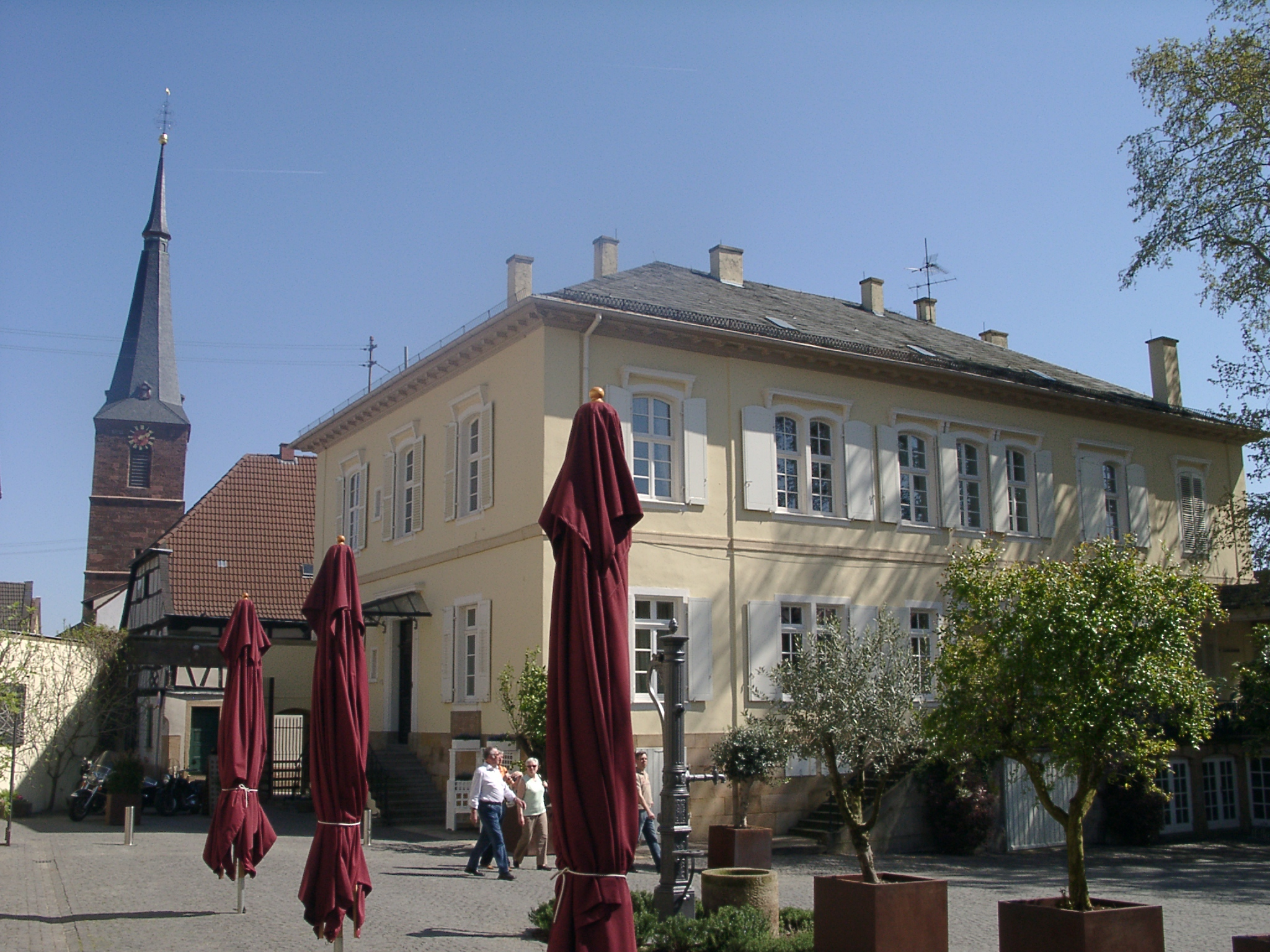
Ketschauer Hof in Deidesheim

Hermann Nebel (* 31. Juli 1816 in Koblenz; † 23. Juli 1893 ebenda) war ein am Mittelrhein und der Mosel tätiger Architekt und seit 1848 Stadtbaumeister in Koblenz. Er hat insbesondere den Bims als Baumaterial bekannt gemacht.
Er war der Sohn des Regierungsbauinspektors und Architekten Ferdinand Nebel (1783–1860). Nachdem er am 20. Dezember 1848 zum städtischen Baumeister in Koblenz gewählt worden war, unternahm er insbesondere Versuche zur Formung von Bausteinen durch das Mischen von Bimssand mit Wasser und Kalk. Bims liegt in großen Mengen im Koblenz-Neuwieder Becken an. Seine Versuche waren erfolgreich und das von ihm entwickelte Verfahren wurde alsbald von hunderten von Betrieben angewandt. Neben seiner Architektenleistung ist daher insbesondere die von ihm ausgelöste Förderung der Steinindustrie in der Gegend um Koblenz beachtenswert. 

## Bauten

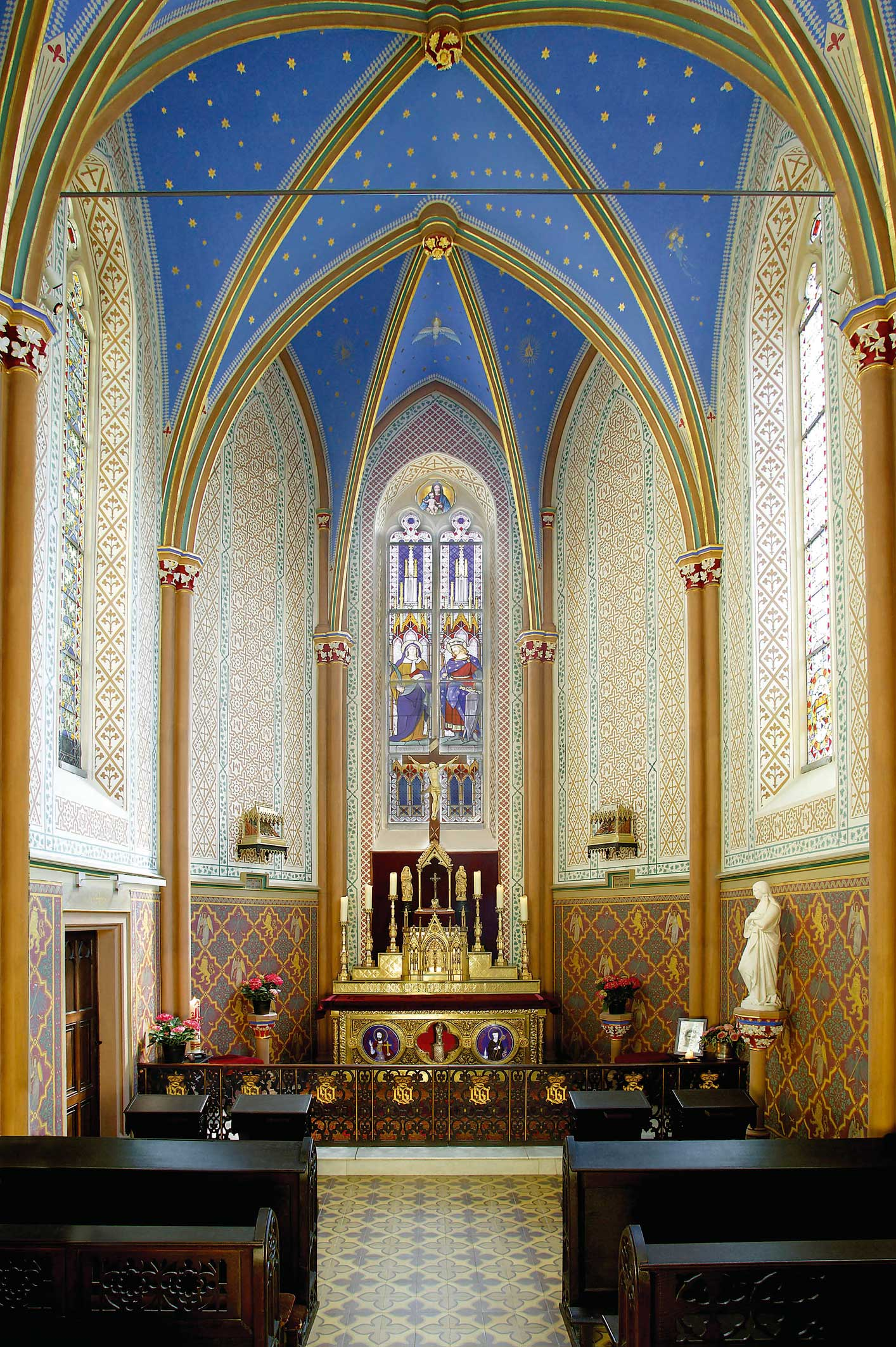
Schlosskapelle Sayn (1862)

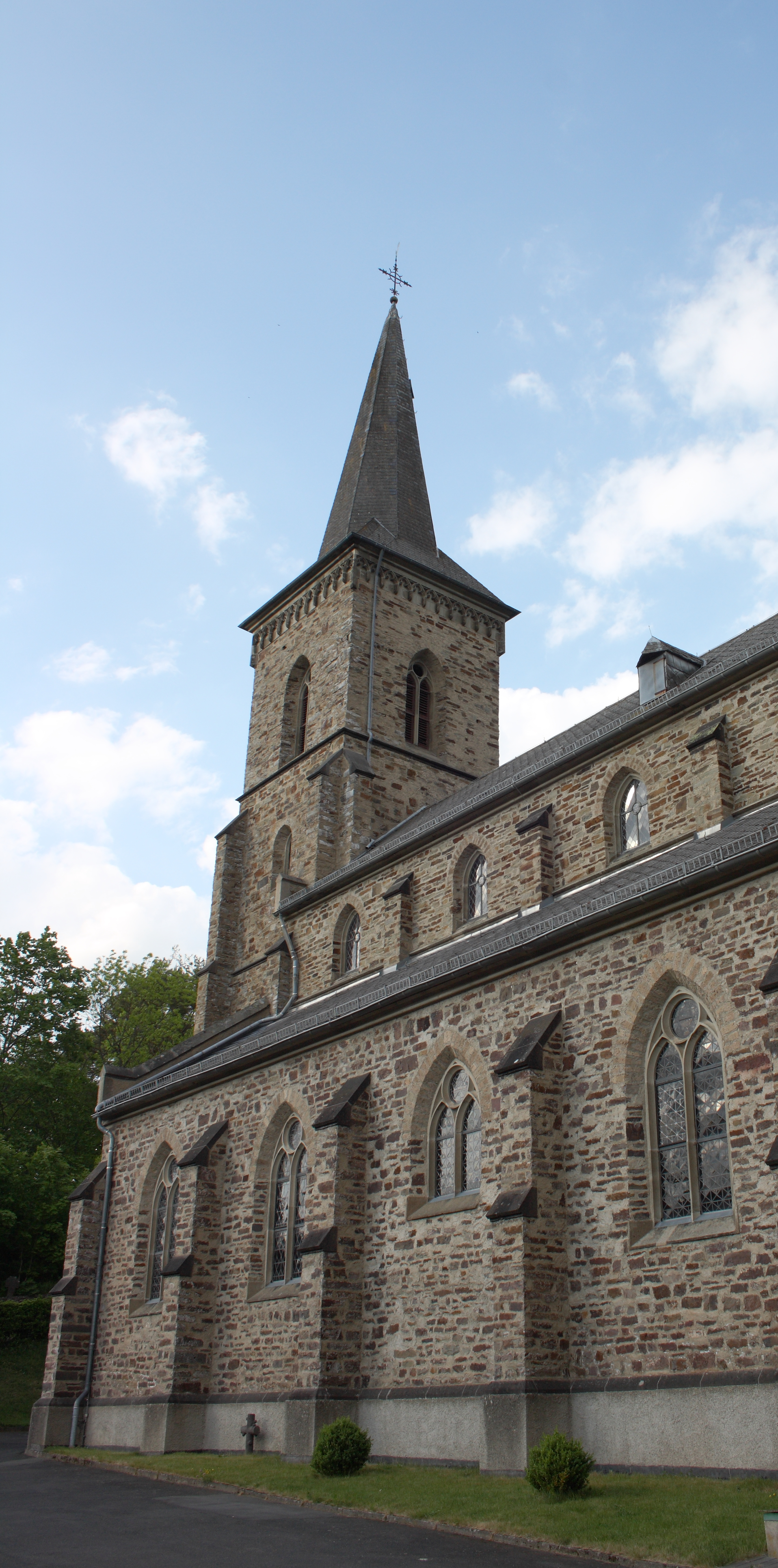
St. Remigius, Retterath (1854–1862)

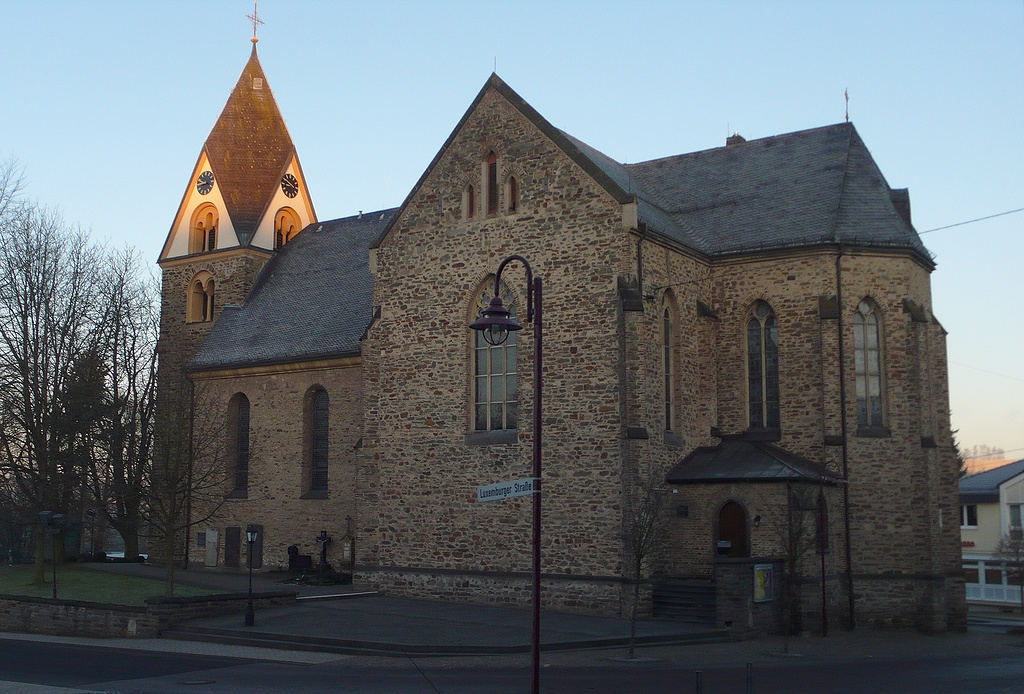
St. Bonifatius, Großmaischeid (1871–1876)

Bekannt sind zahlreiche Profan- und Sakralbauten, darunter:
- 1847–1849: Villa Deinhard auf dem Weingut von Winning in Deidesheim
- 1849–1850: Umbau und Erweiterung des Ketschauer Hofes in Deidesheim
- 1849–1852: katholische Pfarrkirche St. Stephanus und Georg in Polch
- 1851–1852: katholische Pfarrkirche St. Remigius in Wassenach
- 1852:00000 katholische Kirche St. Martin in Winningen
- 1854–1856: Kapelle St. Markus in Minkelfeld
- 1854–1862: katholische Pfarrkirche St. Remigius in Retterath
- 1856:00000 Pfarrhaus in Wanderath
- 1855–1857: Synagoge in Vallendar (Ostfassade erhalten)
- 1859–1863: katholische Kirche St. Simon und Juda in Büchel (bis auf den Turm 1957 abgerissen)
- 1859:00000 Rathaus in Polch
- 1860–1861: Turm der katholischen Pfarrkirche St. Maximin in Ettringen
- 1860:00000 Langhaus und Turm der katholischen Pfarrkirche St. Katharina in Isenburg
- 1860–1862: katholische Kirche St. Wendelin in Kliding
- 1861:00000 Pfarrhaus von St. Pankratius in Niederberg
- 1861–1862: Schlosskapelle des Schlosses Sayn
- 1862–1872: katholische Pfarrkirche St. Kastor in Kehrig
- 1862:00000 katholische Kirche St. Ägidius in Roes
- 1864–1869: katholische Pfarrkirche St. Medardus in Bendorf
- 1865:00000 Vereinshaus des katholischen Lesevereins, gen. „Görreshaus“, in Koblenz (zugeschrieben)
- 1865–1869: Westturm der katholischen Pfarrkirche St. Peter in Westum (Stadt Sinzig)
- 1865–1866: katholische Kirche St. Silvester in Brenk
- 1867–1877: Synagoge in Polch
- 1868–1870: katholische Pfarrkirche St. Rochus in Hatzenport
- 1868–1872: katholische Pfarrkirche St. Stephan in Nachtsheim (abgerissen 1968)
- 1868:00000 ehem. Ofenfabrik der Herrnhuter Brüdergemeine Neuwied, Friedrichstraße/Ecke Langendorfer Straße
- 1869–1872: ehem. Knabenanstalt der Herrnhuter Brüdergemeine Neuwied, Friedrichstraße
- 1870:00000 ehem. Volksschule Hatzenport, Moselstr. 8
- 1870–1875: Querhaus und Chor der katholischen Pfarrkirche St. Lambert und Katharina in Niederlützingen (Gemeinde Burgbrohl)
- 1870–1875: katholische Pfarrkirche St. Remaclus in Waldorf
- 1871–1876: Querhaus und Chor der katholischen Pfarrkirche St. Bonifatius in Großmaischeid
- 1873:00000 Volksschule St. Kastor in Koblenz (kriegszerstört)
- 1877:00000 ehem. Höhere Privatschule Bendorf, Engerser Str. 35
- 1880–1882: katholische Pfarrkirche St. Johannes Apostel in Gondorf
- 1885:00000 Synagoge in Münstermaifeld (Zuschreibung vermutet)